# Bodybuilding- und Fitnessföderation Usbekistan
Die Bodybuilding- und Fitnessföderation Usbekistan ist der Dachverband für Amateur- und Profibodybuilding in Usbekistan. Sie wurde 2006 von Timur Sabirov, Odil Abdurakhmonov und Farkhod Matkarimov gegründet und registriert. Die Bodybuilding- und Fitnessföderation Usbekistan ist offiziell vom Nationalen Olympischen Komitee der Republik Usbekistan anerkannt. Der Hauptsitz befindet sich in Taschkent. Der Verband ist Mitglied der Asian Bodybuilding and Physique Sports Federation (ABBF) und der World Bodybuilding & Physique Federation (WBPF).

## Verbandsgeschichte
Die Geschichte der UzFBF (Bodybuilding- und Fitnessföderation Usbekistan) reicht bis in die 1980er Jahre zurück. Zu dieser Zeit erlebten Leichtathletik und Gymnastik in Taschkent eine Welle des Interesses, anfangs ohne offizielle Unterstützung. Dank der Athleten N. Belavin und E. Bublik, die Leichtathletik betreiben wollten, wurde der erste Sportverein gegründet. Das gab der Entwicklung des Sports einen starken Impuls und im Jahr 1988 wurde Yuri Dementyev der Gewinner der ersten Bodybuilding-Meisterschaft der UdSSR. 1989 fanden die ersten offenen Wettkämpfe im Bodybuilding in Taschkent statt. Nach dem Zusammenbruch der Sowjetunion gründete Danil Plakida den Bodybuilding-Verband der Republik Usbekistan. Im Jahr 2006 erhielt dieser, zu Ehren der Gründer der Föderation, – Odil Abdurakhmanov,  Farkhod Matkarimov und Timur Sabirov – die offizielle, aktuelle Bezeichnung UzFBF. Im Jahr 2012 erreichte der Verband die Mitgliedschaft in den Zusammenschlüssen ABBF und WBPF und hatte somit internationales Niveau.

## Bemerkenswerte Bodybuilder
Pavel Umurzakov ist 2014, 2016 absoluter Meister von Usbekistan und 2017 absoluter Champion von Zentralasien, 2 × Sieger der asiatischen-Wettkämpfe (ABBF-WBPF) im Jahr 2015 und 2018 und 4 × Weltmeister im Bodybuilding und Fitness (WBPF) in den Jahren 2021, 2019, 2018, 2016 in der Altersklasse 40–49. Umurzakovs ist der erste Weltmeister im Bodybuilding in der Geschichte Usbekistans.
Mikhail Volinkin ist der einzige Bodybuilder und Athlet aus Zentralasien, der eine IFBB Pro Card erhielt. Ihm wurde dieser Profi-Status zuteil, nachdem er bei den Amateur Arnold Classics 2018 in der Gesamtkategorie der Männer gewonnen hatte. Er trat 2019 als IFBB-Pro bei Arnold Classic Pro an.